# Francisca Carrasco Jiménez
Francisca Carrasco Jiménez (Taras, 8 de abril de 1816 - San José, 30 de diciembre de 1890) ―conocida popularmente como Pancha Carrasco― fue una campesina costarricense, heroína del país por su participación durante la Campaña Nacional de 1856-1857.

## Biografía

### Vida personal
Francisca Carrasco Jiménez nació el 8 de abril de 1816 en la aldea Taras, a orillas del río Reventado, en el seno de una familia de mestizos y mulatos, hija de José Francisco Carrasco Méndez y María Trinidad Jiménez. Contrajo nupcias (y enviudó) tres veces, la primera en 1834 con Mario Solano, la segunda con Espíritu Santo Espinoza, y la última con Gil Zúñiga. 
La vida de Pancha Carrasco fue difícil y dura; sin embargo, enfrentó estas situaciones con actitud valiente, decidida y dispuesta, alcanzando un lugar fundamental en la historia de la defensa de la libertad y la soberanía patria.
La primera noticia de su participación en la política costarricense data del 29 de mayo de 1842, fecha en la cual Costa Rica vivía una época de inestabilidad política durante la presencia del general Francisco Morazán, caudillo cuyas fuerzas estaban formadas por centroamericanos quienes deseaban la unión del istmo.
Frente al poder de Morazán, montada a caballo y en compañía de varios hombres, Carrasco instigó al pueblo para que les presentaran batalla. El incidente llegó a ser apenas un alboroto, más en esa oportunidad ella demostró una gran valentía al oponérseles. Al día siguiente de este evento, estalló un movimiento popular que acabó con el gobierno de Morazán.

### Participación en la Campaña Nacional
Durante la década de 1850, Costa Rica y los demás países centroamericanos enfrentaron una nueva crisis política ante la invasión del estadounidense William Walker a Nicaragua y ante su idea de tomar el resto del istmo. En 1856, Juan Rafael Mora Porras, presidente de Costa Rica, lanzó una proclama llamando al pueblo a movilizarse y manifestar su patriotismo empuñando las armas para expulsar al invasor Walker.
En 1856, a sus 40 años, Carrasco se inscribió como soldadera en el ejército nacional para combatir a los filibusteros.
La pasión que emanaron las históricas proclamas del mandatario Mora Porras tocó el corazón del pueblo costarricense y su orgullo. Pancha Carrasco no dudó en abandonarlo todo y marchó al lado de las tropas, convirtiéndose en una mujer más costarricense que tomó parte activa en las batallas que sostuvo el país.
Como parte de la tropa, a Pancha se le asignaron labores consideradas en ese entonces como propias de las mujeres: cuidar de la cocina, remendar, lavar y atender los heridos. Después de haber recorrido a pie todo el trayecto desde San José a Guanacaste, siguió con las tropas el camino hacia el norte y llegó a Nicaragua. En la Batalla de Rivas, que exigió una cuota de sangre altísima al grupo costarricense, Pancha Carrasco empuñó el fusil y tomó parte en la lucha establecida por la posesión de un cañón en manos del enemigo. La crónica narrada después por el general José Joaquín Mora Porras, comandante en jefe del ejército costarricense, refiere que Francisca fue la responsable de la recuperación del cañón al abatir al jefe a cargo del arma de un disparo de fusil, provocando la desbandada de los filibusteros que lo defendían.

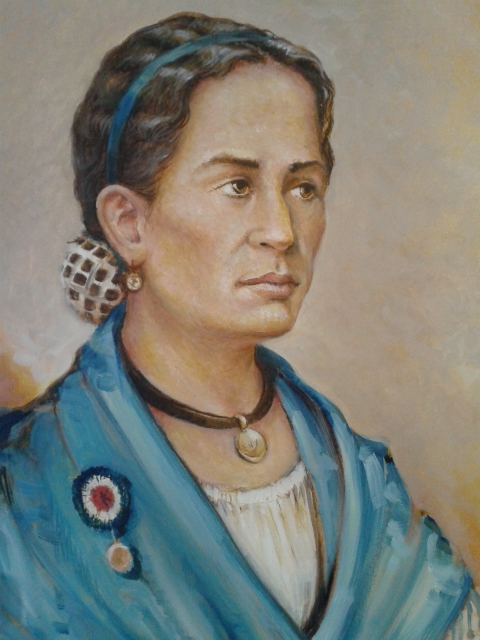
Retrato de Francisca Carrasco Jiménez (1816-1890), heroína costarricense que participó en la Campaña Nacional de 1856-1857. Museo Histórico Cultural Juan Santamaría, en Alajuela (Costa Rica).

Después vivió todo el terrible drama de la epidemia del cólera. Retornó a pie a Costa Rica al lado del general José María Cañas, atendiendo en el camino a los enfermos, consolando a los desahuciados y enterrando a los muertos.
Cuando en las últimas semanas de 1856 el gobierno costarricense consideró necesario recobrar los puestos militares de la Vía del Tránsito, en manos aún de las tropas invasoras, Pancha acompañó nuevamente a los soldados. Marchó por entre selvas, pantanos y ciénagas hasta el río San Juan y el Gran Lago de Nicaragua. Las tropas costarricenses fueron ganando terreno en la zona, hasta que William Walker se rindió.
Cuando retornó la tranquilidad, el presidente Mora Porras organizó un reconocimiento público para los oficiales del ejército, a quienes condecoró. Francisca Carrasco, que se había destacado como una patriota valerosa, también recibió ese honor.

### Reconocimientos y fallecimiento
Después de su participación se retiró a vivir en su casa de la Puebla en la ciudad de San José. Siendo una anciana sola tuvo que pedir una pensión al Gobierno que le asignó un monto de 15 pesos mensuales. Falleció el 31 de diciembre de 1890 en la más grande pobreza, olvidada por el país al que defendió con tanto amor.
Meses después de la muerte de Francisca Carrasco se decretó duelo nacional y se le rindieron honores militares correspondientes al grado de general de División.
En 1994 la Asamblea Legislativa la declaró “Defensora de las Libertades Patrias”. El 8 de marzo de 2012 fue declarada Heroína Nacional. 
A partir de ese día, el despacho de la Presidencia de la Asamblea Legislativa de Costa Rica lleva el nombre de Pancha Carrasco.
En 1997 se fundó en Guadalupe de Cartago un colegio en su honor.
El 8 de marzo del 2012 se le declara Benemérita de la Patria.